# ناأوهيكو مينوب
ناأُوهيكو مينوبً (باليابانية: 美濃部 直彦) (12 يوليو 1965 في شيغا في اليابان – )؛ هو لاعب كرة قدم ياباني سابق كان يلعب كمدافع.

## وصلات خارجية
- ناأوهيكو مينوب على موقع رابطة كرة القدم اليابانية للمحترفين (اليابانية)
- ناأوهيكو مينوب على موقع Soccerway.com (الإنجليزية)
- ناأوهيكو مينوب على موقع عالم كرة القدم.نت (الإنجليزية)